# Самир (лунный кратер)
Кратер Самир (лат. Samir) — маленький ударный кратер находящийся в юго-западной части Моря Дождей на видимой стороне Луны. Название присвоено по арабскому мужскому имени и утверждено Международным астрономическим союзом в 1979 г.

## Описание кратера

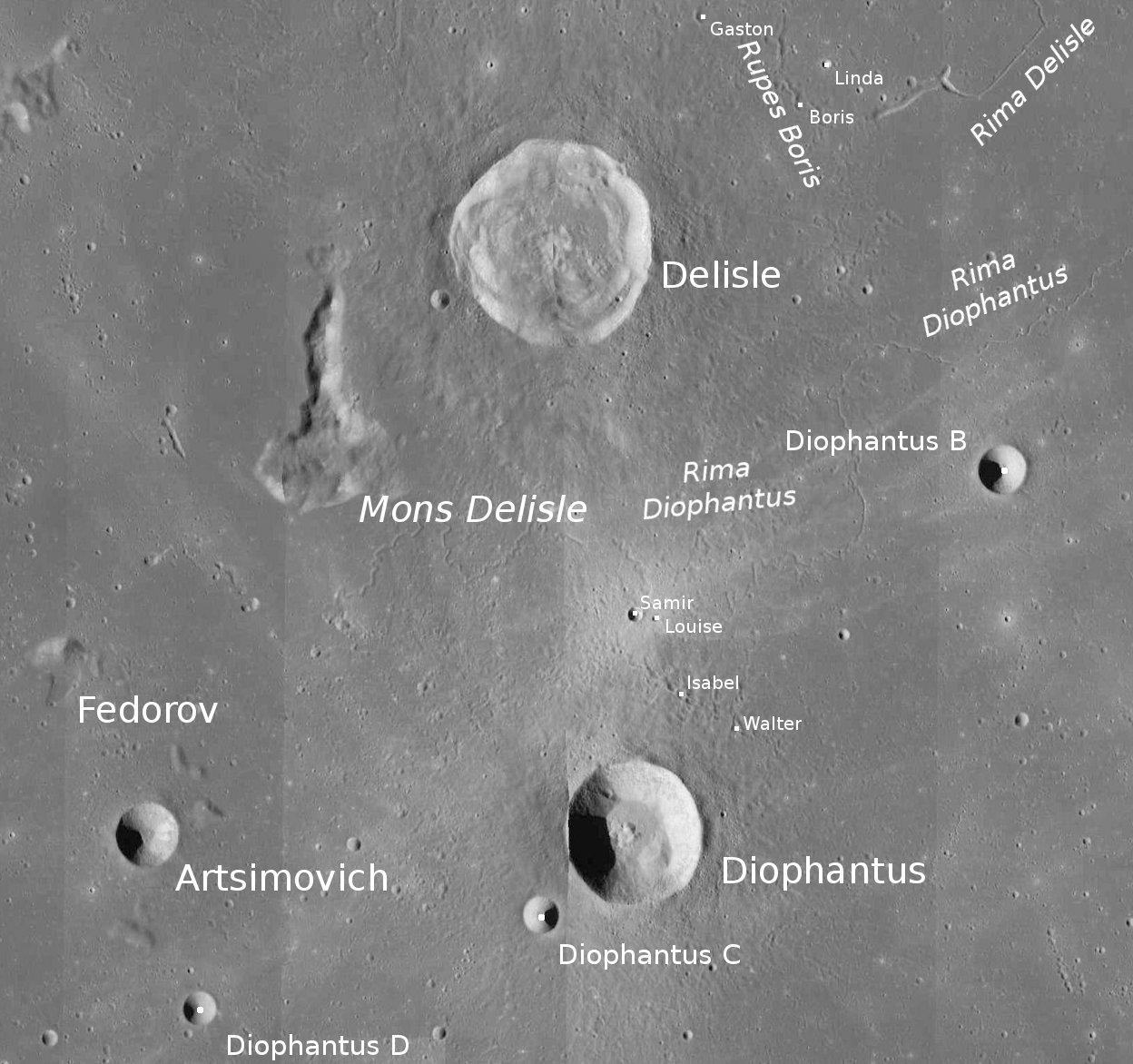
Окрестности кратера Самир. Снимок зонда Lunar Reconnaissance Orbiter.

Ближайшими соседями кратера являются кратер Диофант на юге и Делиль на севере, а также маленькие кратеры —  Луиза на востоке; Изабель и Валтер на юго-востоке. На севере от кратера Самир находится борозда Диофанта, на северо-западе — пик Делиля.
Селенографические координаты центра кратера 28°30′ с. ш. 34°17′ з. д. / 28,5° с. ш. 34,29° з. д., диаметр 1,86 км, глубина 360 м.
Кратер имеет циркулярную чашеобразную форму c небольшим участком плоского дна и окружен областью пород с высоким альбедо. Высота вала над окружающей местностью достигает 70 м, Объем кратера составляет приблизительно 0,3 км³. Собственное название кратер получил только потому, что был отмечен на фототопографической карте 39B2S1(25), впоследствии названия с данной карты были утверждены Международным астрономическим союзом.

## Сателлитные кратеры
Отсутствуют